# Clytocerus rivosus
Clytocerus rivosus és una espècie d'insecte dípter pertanyent a la família dels psicòdids que es troba a Europa: la Gran Bretanya, Finlàndia, Noruega, Bèlgica, Alemanya, Dinamarca i Txèquia.